# Ghi có đốt
Ghi có đốt hay còn gọi tầm gửi dẹt, chùm gửi dẹt (danh pháp khoa học: Viscum articulatum) là một loài thực vật có hoa trong họ Santalaceae. Loài này được Burm. f. miêu tả khoa học đầu tiên năm 1768.